# Épicondyle médial du fémur
L'épicondyle médial du fémur (ou tubercule condylien interne du fémur ou tubérosité interne du fémur) est la saillie osseuse située sur la face médiale du condyle médial du fémur.
Son versant postérieur donne insertion au ligament collatéral tibial et au chef médial du muscle gastrocnémien.
Au-dessus et au niveau de la terminaison inférieure de la ligne supracondylienne médiale se trouve le tubercule adducteur donnant insertion au muscle grand adducteur.